# Álvaro Casanova Zenteno
Álvaro Casanova Zenteno, né le 21 novembre 1857 à Santiago du Chili est mort le 25 mai 1939 dans la même ville, il est un peintre paysagiste chilien de premier plan, officier de marine et fonctionnaire. Son art est caractérisé par le réalisme, l'expressionnisme, le classicisme et le romantisme.

## Biographie

### Famille

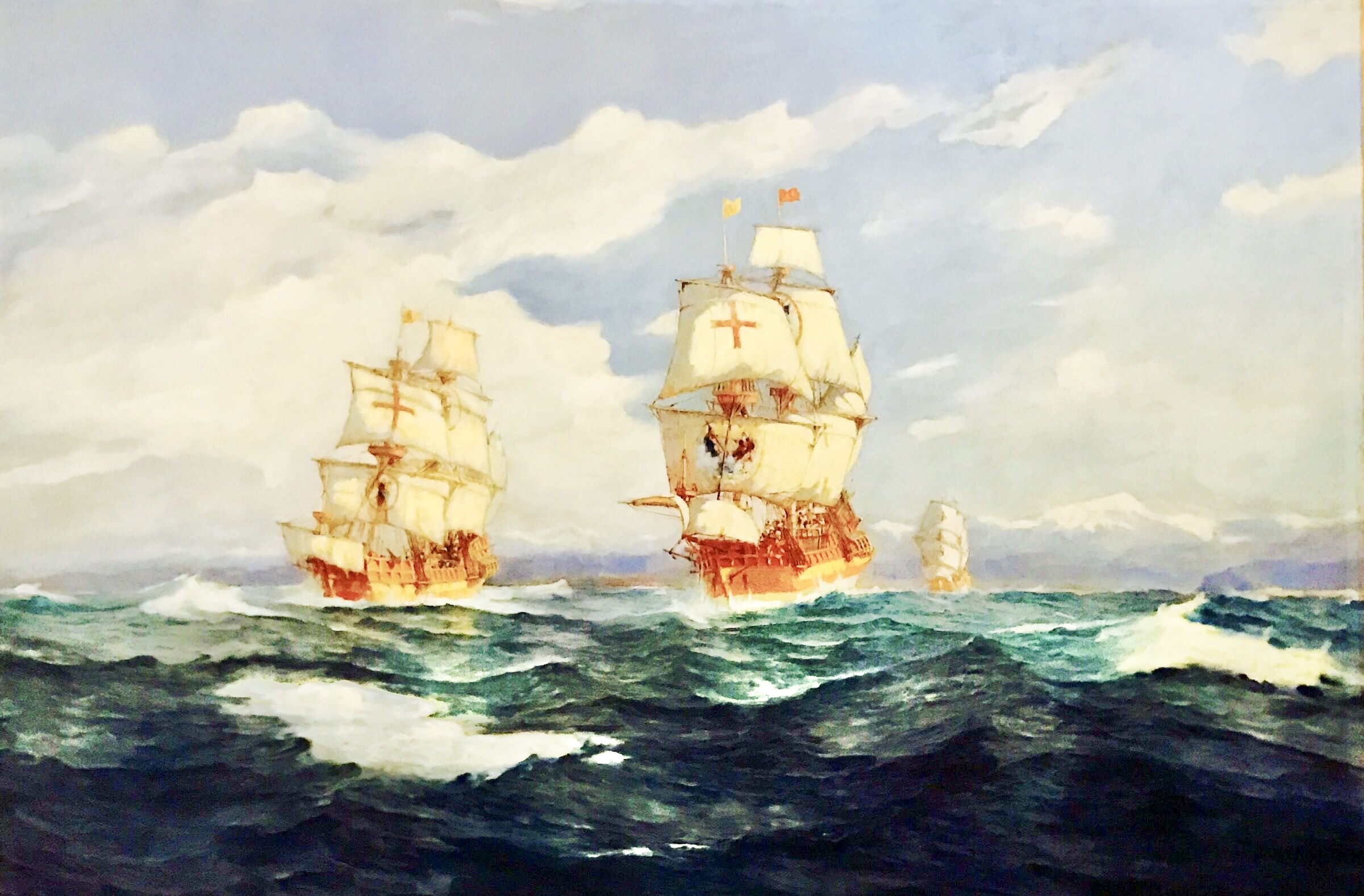
Découverte du détroit de Magellan

Álvaro Casanova Zenteno est le fils de Rafael Casanova Casanova (es) et d'Adelina Zenteno Gana. Il est le petit-fils de José Ignacio Zenteno, qui était ministre de la guerre et de la marine du Chili, à ce titre, organisateur de l'expédition libératrice du Pérou. Álvaro Casanova Zenteno est également le neveu de Monseigneur Mariano Casanova Casanova, troisième archevêque de Santiago et ami de longue date du sous-secrétaire à la guerre et à la marine du Chili Pedro Nolasco Cruz Vergara (en), de l'écrivain Francisco Concha Castillo (es) et du peintre Rafael Errázuriz Urmeneta (en).
Il épouse Cecilia Vicuña Subercaseaux, la fille de Nemesio Vicuña Mackenna et de Manuela Subercaseaux Vicuña, nièce de l'historien Benjamín Vicuña Mackenna et arrière-petite-fille du général Juan Mackenna O'Reilly (es). Ils ont eu 6 enfants : Magdalena, Alfonso, Mariano, Adelina, Juan et Manuel,.

### Études et vie
Il étudie à l'école Valparaiso Artizan où il a comme professeur le peintre Thomas Somerscales. Dès sa jeunesse, il commence à travailler dans differentes administrations publiques. Adjoint de la bibliothèque publique, il est ensuite sous-secrétaire au ministère de la Justice de la Guerre et de la Marine. Il fait sa carrière militaire à l’époque de la Garde nationale, atteignant le grade de Commandant de la Brigade d'Artillerie de Valparaiso, Commandant du Bataillon Civique Lontué à Molina et du Régiment Civique d'Artillerie à Santiago du Chili.

### Guerre du pacifique

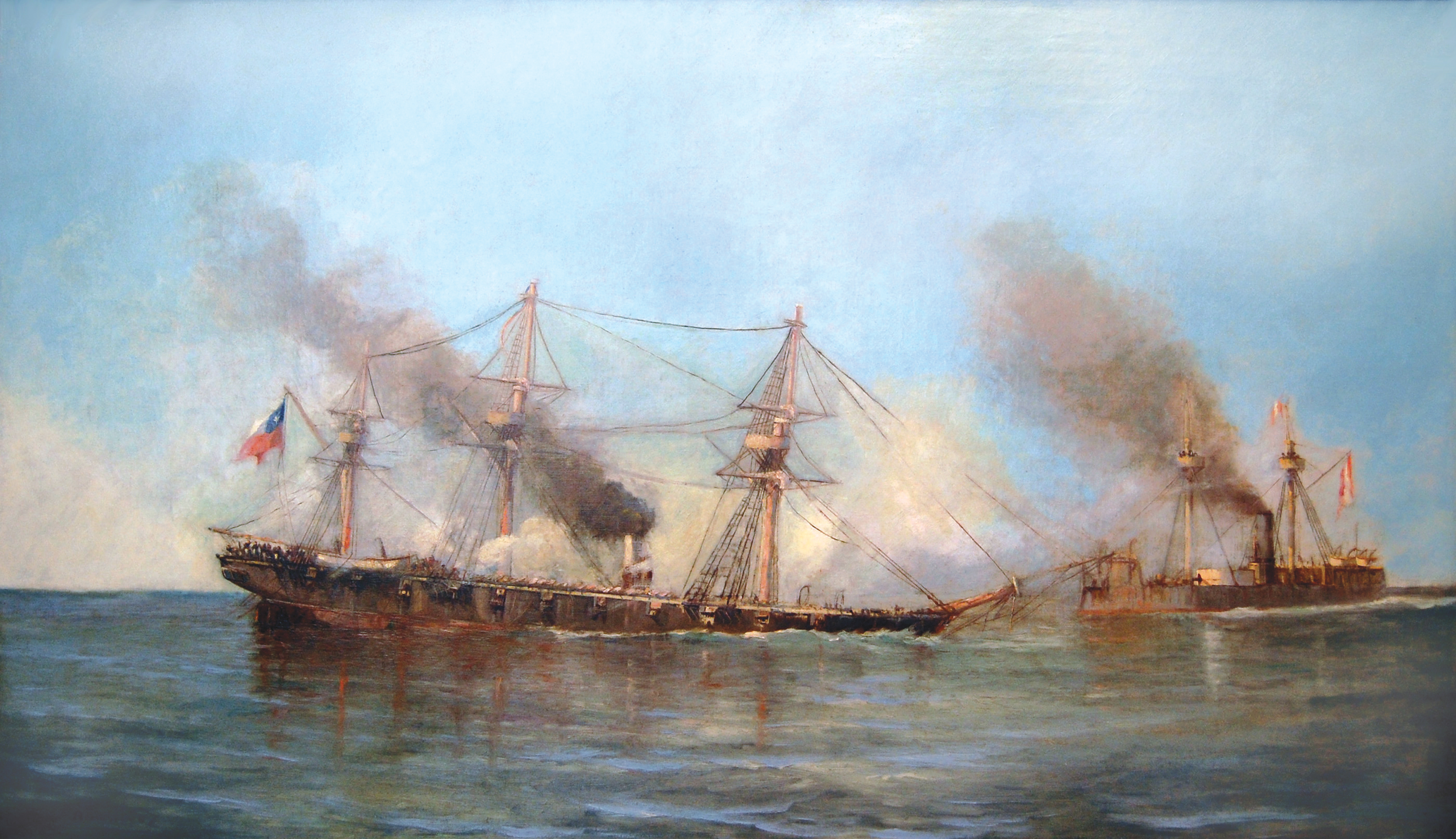
Bataille navale d'Iquique

En 1882, pendant la guerre du Pacifique, le gouvernement l'envoie en France en mission secrète, sous les ordres de l'ambassadeur du Chili en France, Alberto Blest Gana, dans le but d'acquérir des armes et d'empêcher le Pérou d'en acquérir l[pas clair]. À son retour au Chili, trois ans plus tard, il suit des cours avec le peintre Pascual Ortega Portales, le peintre paysagiste Onofre Jarpa Labra et Enrique Swinburn Kirk (es). Casanova Zenteno, qui arrive à occuper des postes publics importants tout au long de sa vie, aura travaillé avec onze présidents de la République et atteint le rang de sous-secrétaire de la Justice et de la Marine. Il est également président de la Société nationale des beaux-arts.

## Style

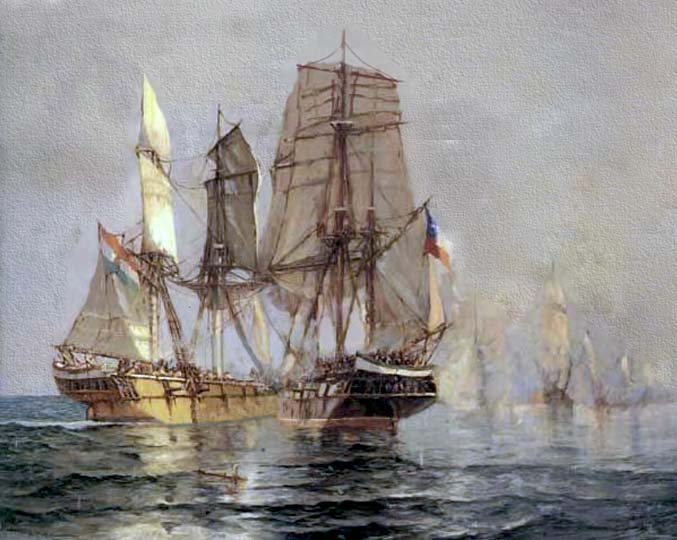
Combat de Casma

Il est l'élève de l'école du peintre de marine Thomas Somerscales, à Valparaíso, de qui il tient son goût pour les marines, le paysage côtier et le monde naval.
Il montre une prédilection pour les voiliers et la haute mer. Son art se définit en quatre étapes qui vont du réalisme, sous l’influence de Thomas Somerscales, à une peinture de nature expressionniste. Son travail est mis en évidence dans l'œuvre Primera Escuadra Nacional (Première escadre nationale), une huile sur toile. Connaisseur de l'histoire navale chilienne, il applique ses connaissances, acquises pendant des études en Italie, sur la construction navale pour peindre en détail des navires lors de batailles en haute mer, thème dans lequel son huile sur toile intitulée Battle of Casma se démarque.
Entre 1894 et 1929, il remporte plusieurs prix nationaux et internationaux. Parmi ces derniers, il reçoit le Prix d'Honneur et la Médaille d'or du roi Alphonse XIII à l'Exposition internationale de Séville en 1929, en Espagne.

## Prix et reconnaissances

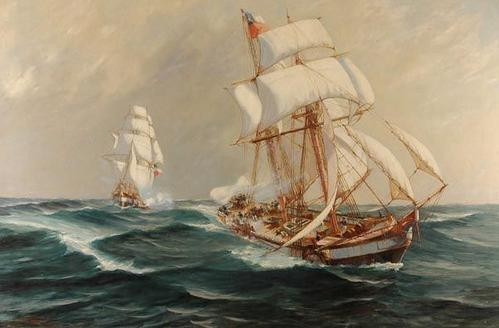
Peruviana

- 1894 Médaille de deuxième classe en peinture à la salle officielle, Santiago, Chili.
- 1896 Prix d’honneur et médaille de première classe en peinture de 1896, dans la salle officielle de Santiago, Chili.
- 1903 Prix du paysage du concours Edwards, officiel, Santiago, Chili.
- 1908 Prix du Concours général Marcos Segundo Maturana (es), Salon Oficial, Santiago, Chili.
- 1910 Deuxième médaille en peinture à l'exposition internationale de Santiago, Chili.
- 1920 Grand prix de l’exposition internationale du centenaire de Magallanes, Punta Arenas, Chili.
- 1929 Prix d'honneur et médaille d'or décernés par le roi Alphonse XIII à l'Exposition internationale de Séville, en Espagne.

## Expositions
Le nombre de peintures à l'huile que Casanova Zenteno a peint s'élève environ à un millier. En plus de deux expositions individuelles, il participe à plus d'une trentaine d'expositions collectives qui regroupent presque toutes les salles officielles entre 1890 et 1938, un an avant sa mort. Par la suite, de 1940 à 2000, dix-huit présentations de son œuvre ont été faites,.

## Expositions individuelles
- 1917 Maison Eyzaguirre, Santiago du Chili.
- 1930 Sala Rivas y Calvo, Santiago du Chili.

### Posthumes
- 1940 Rétrospective, Société nationale des beaux-arts, Santiago du Chili.
- 2007 Hommage à Álvaro Casanova Zenteno, Centre culturel de Montecarmelo, Institut culturel de Providencia, Santiago du Chili[13].

## Expositions collectives

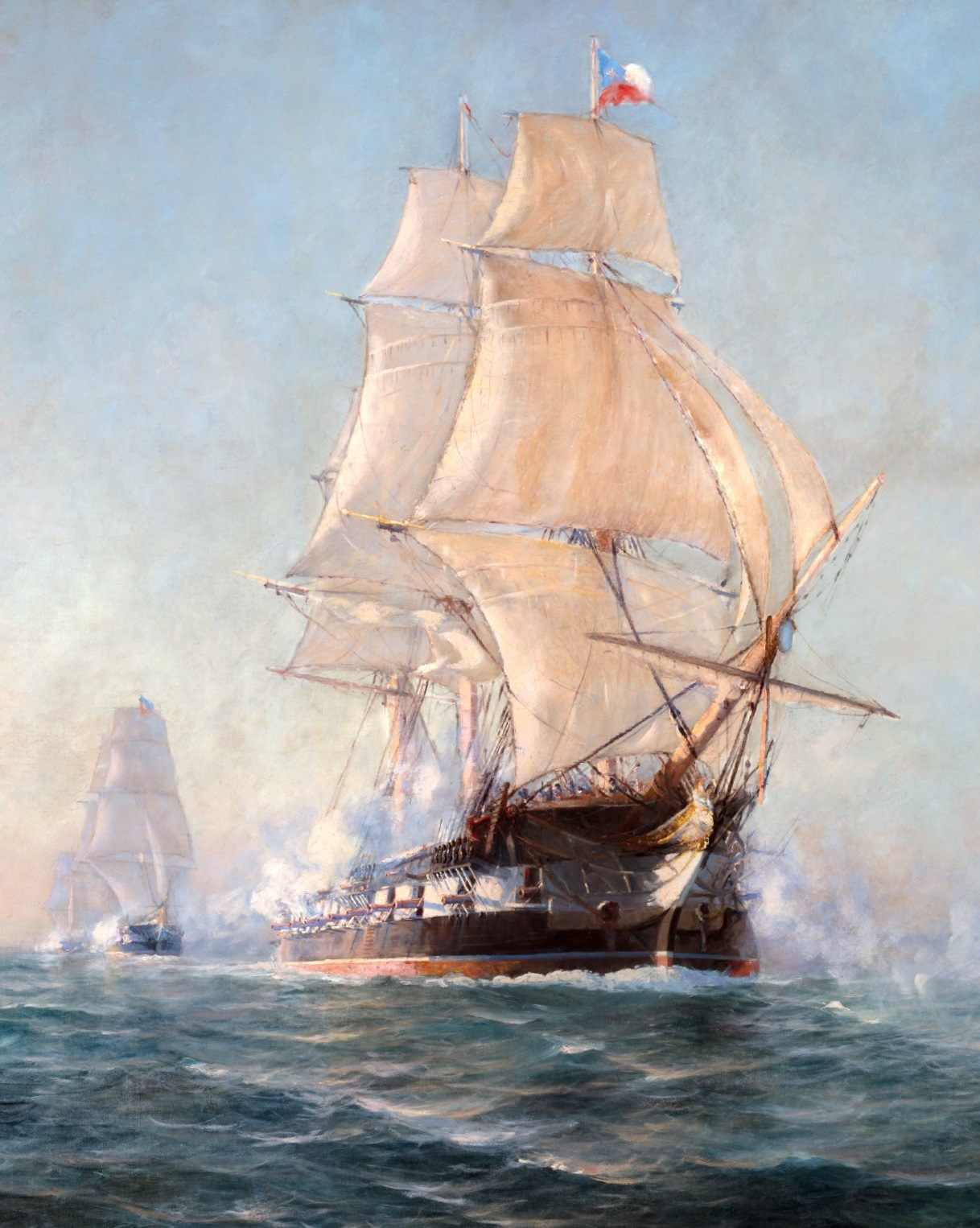
Départ du Première escadre nationale Chilien

- 1890 Salle officielle, Santiago du Chili. Il a participé aux années 1894; 1896, 1897, 1898; 1900; 1902; 1903; 1905; 1908; 1910, 1911, 1912; 1915, 1916; 1918, 1919, 1920, 1921, 1922; 1934; 1936; 1938, 1939; 1941, 1942, 1943; 1944; 1946
- 1910 Expositions internationales des beaux-arts, Santiago du Chili.
- 1918 Maison des ventes aux enchères et des expositions Osvaldo Araya, Concepción, Chili.
- 1920 Expositions internationales et célébrations du centenaire de Magallanes, Punta Arenas, Chili.
- 1922 Expositions au Musée national du Buenos Aires, Argentine.
- 1927 Expositions officielles de peinture à Buenos Aires, Argentine.
- 1928 Cinquième salle officielle de la Société nationale des beaux-arts, Santiago du Chili.
- 1929 Expositions internationales de Séville, Espagne.
- 1930 Expositions du Musée national des arts plastiques, Fondation 1880 - 1930, Santiago du Chili.
- 1935 Exposition Art Hall Banco de Chile, Santiago du Chili.
- 1936 Quatrième salle d'été, Viña del Mar, Chili.
- 1937 Expositions de brevets sur le patrimoine artistique du Chillán, Lycée de filles, Chillán, Chili.
- 1937 Expositions nationales d'arts plastiques: IVe centenaire du Valparaíso, Valparaíso, Chili.

### Posthumes
- 1940 Expositions de l'Art Chileno, Buenos Aires, Argentine.
- 1969 Panorama de la peinture chilienne. Colecttion Fernando Lobo Parga, Musée national des beaux-arts, Santiago du Chili.
- 1972 La côte et la mer dans la peinture chilienne, Institut culturel de Las Condes, Santiago du Chili.
- 1974 Expositions de peintres de la mer, Salle des Expositions du MINEDUC, Santiago, Chili.
- 1974 Deux peintres de la mer, Salle La Capilla, Teatro Municipal, Santiago du Chili.
- 1975 Expositions de peintres chiliens, Télévision Nationale du Chili.
- 1976 Le Casanova dans la peinture, Institut culturel de Providencia, Santiago du Chili.
- 1978 Expositions de peintures Chilena de la Banque centrale du Chili, Musée national des beaux-arts, Santiago du Chili.
- 1978 Expositions de peintures : Collections privées, Casino Municipal de Viña del Mar (es), Chili.
- 1978 Date de clôture de presse Guzmán Ponce, Galerie Enrique Bucci et Institut Culturel du San Miguel, Santiago du Chili.
- 1981 L'histoire du Chili en peinture. Musée national des beaux-arts, Santiago du Chili.
- 1982 Recours sur le marché de la peinture chilienne, Institut culturel de Las Condes, Santiago du Chili.
- 1983 Exposition de dons 1978 - 1983, Musée national des beaux-arts, Santiago, Chili.
- 1987 Mar du Chili, Mar de Gloria, Biblioteca Nacional, Santiago du Chili.
- 1987 Exposition Pinacothèque Banco Central du Chili, Musée National des Beaux Arts, Santiago du Chili.
- 1987 Panorama de la peinture chilienne, Institut culturel de Las Condes, Santiago du Chili.
- 1988 Collection de peinture chilienne, Salon des Expositions internationales, Valparaiso, Chili.
- 1995 Portraits dans la peinture chilienne, Institut culturel de Providencia, Santiago du Chili.
- 2000 Chili 100 ans d'arts visuels. Primer Perodo 1900 - 1950, Musée national des beaux-arts, Santiago, Chili.
- 2002 Des années après la disparition de l'histoire, Valparité dans la peau, Musée Lord Cochrane de Valparaiso, Chili.
- 2007 La mer... Un regard sur ce qui est à nous, Centre d'extension de l'Université catholique, Santiago du Chili.
- 2007 Borde Mar-Alta Mar, Banco Central, Santiago, Chili.
- 2008 Colletion Banque centrale du Chili. Palais Carrasco, Viña del Mar du Chili.

## Travaux dans la collection du Musée national des beaux-arts

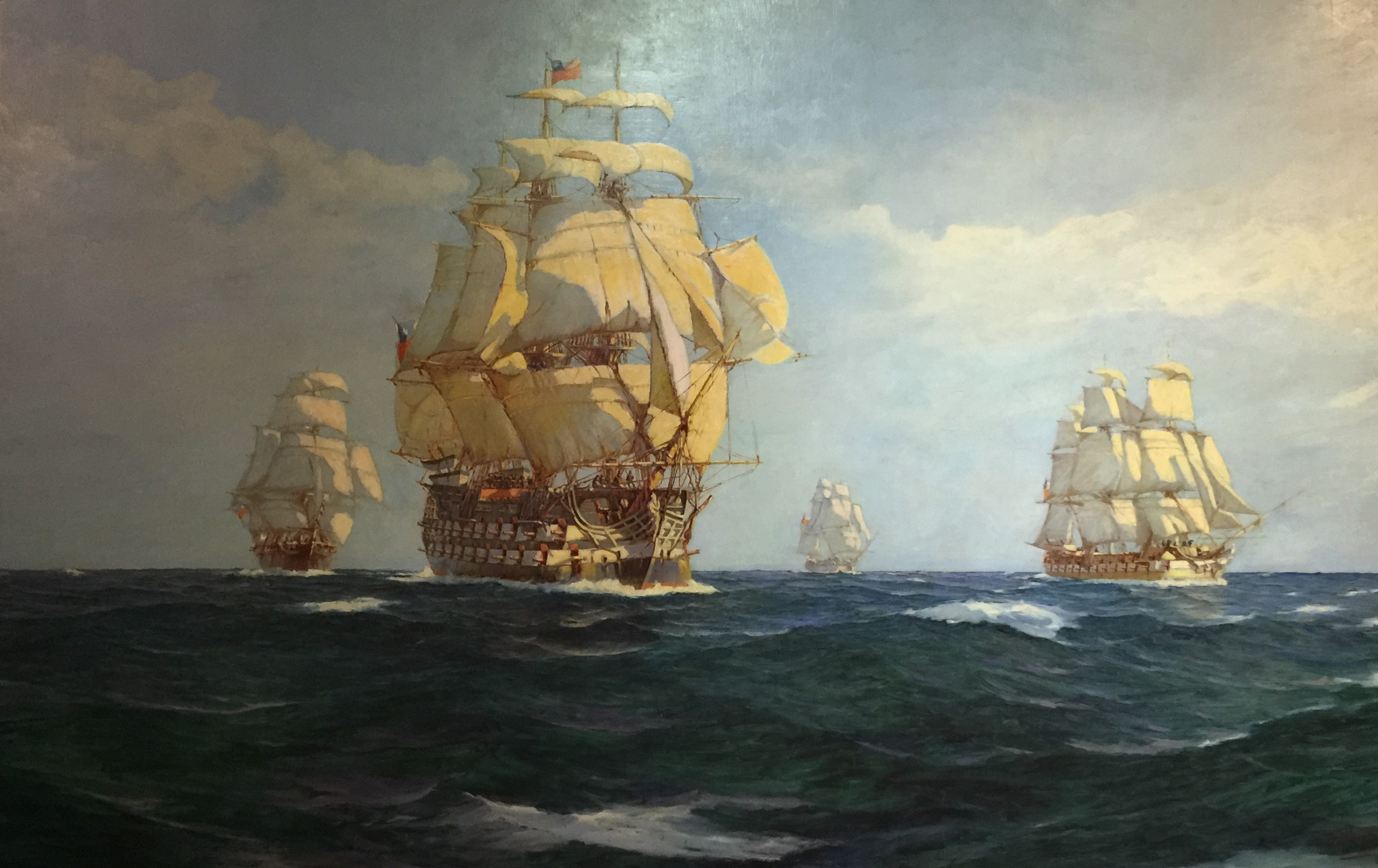
Navires du Première escadre nationale Chilien

- Le remorqueur, encre sur papier, 8 × 11 cm
- Bataille de Punta Gruesa, huile sur toile, 33 × 41 cm, en attente d'un musée national d'histoire
- Combat de Casma, v. 1900, huile sur toile, 123 × 211 cm.
- Marine, huile sur toile, 108 × 70 cm;
- Combat de Casma, huile sur toile, 40 × 70 cm[14].

### Banque centrale du Chili
- Bataille navale d'Iquique, huile sur toile
- Barco al garete, huile sur toile, 50 × 96 cm
- Algarete, huile sur toile, 35 × 50 cm.

### Université de Concepción, Chili
Marine, huile sur toile, 52 × 77 cm;

### Banco de Chile, Santiago du Chili
- Marine, huile sur toile, 197 × 152 cm

### Musée d'Histoire Nationale, Santiago du Chili
- Détroit de Magellan, huile sur toile, 1 295 × 193 cm
- Navires du Première escadre nationale chilienn, huile sur toile, 310 × 200 cm

### Autres lieux d'exposition
- Club de la Unión, Santiago du Chili
- Musée naval national du Chili (es) de Valparaiso,Chili
- Club naval (es) de Valparaiso, Chili
- Musée O´Higginiano et Musée des Beaux-Arts de Talca, Chili
- Palais de la Moneda, Santiago du Chili
- Ambassade du Chili à Buenos Aires, Argentine

## Hommage public

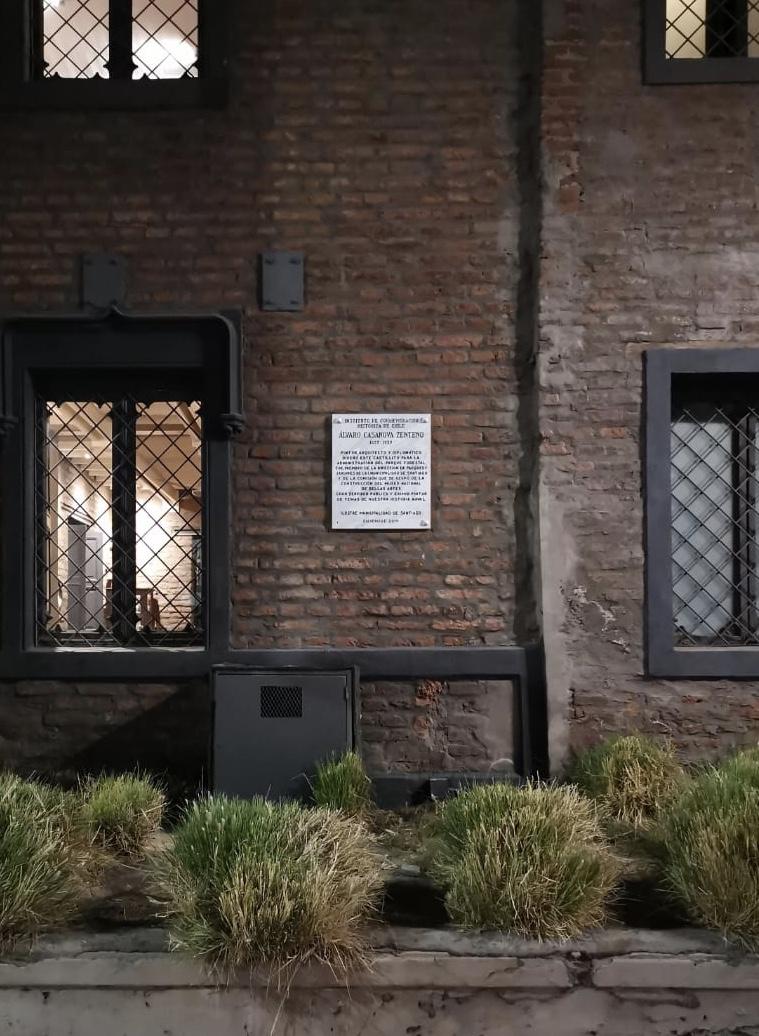
Hommage public à Alvaro Casanova Zenteno
Un mur du château de Parque Forestal

En décembre 2014, la municipalité de Santiago a installé une plaque en son honneur sur le mur de Castillo Forestal.

« Institut de commémoration historique du Chili
Alvaro Casanova Zenteno
1857-1939
Peintre, architecte et diplomate
Il a conçu ce château pour l'administration du parc forestier
Il était membre de la direction des parcs et jardins de la municipalité de Santiago et de la commission chargée de la construction du Musée national des beaux-arts.
Grand serviteur public et excellent peintre de sujets de notre histoire navale
Illustre municipalité de Santiago
Décembre 2014 »